# Llista de doctors honoris causa per la Universitat de Vic
Llista de persones investides com a doctors honoris causa per la Universitat de Vic (actualitzada a novembre de 2021).
- Emili Teixidor i Viladecàs (2012)
- Valentí Fuster de Carulla (2013)
- Federico Mayor Zaragoza (2014)
- Henry Chesbrough (2014)
- Anna Veiga i Lluch (2015)
- Martin Dougiamas (2016)
- Linda H. Aiken (2017)
- Maria Teresa Codina i Mir (2018)
- Ramon Besa i Camprubí (2019)
- Lluís Bassat (2021)

## Font
- Llistat de doctors i doctores honoris causa a la web de la Universitat de Vic